# Abdelhafid Tasfaout
Abdelhafid Tasfaout (Orano, 11 febbraio 1969) è un ex calciatore ed ex giocatore di calcio a 5 algerino, di ruolo centrocampista.

## Carriera
Con la Nazionale maschile di calcio a 5 dell'Algeria ha partecipato al FIFA Futsal World Championship 1989, nel quale la selezione nordafricana si è fermata al primo turno, affrontando Paesi Bassi, Paraguay e Danimarca.
Durante una partita con la nazionale algerina, contro il Mali, in uno stacco di testa ha subito un colpo al collo e stava per morire, ingoiandosi la lingua.
Il 2 agosto 1997 segna la sua prima marcatura stagionale in Guingamp-Cannes (3-1).

## Palmarès

### Club

#### Competizioni nazionali
- Campionato francese: 1

Auxerre: 1995-1996
- Coppa di Francia: 1

Auxerre: 1995-1996